# Rhoma Irama
Raden Haji Oma Irama (11 de diciembre de 1946 en Tasikmalaya, Java), conocido artísticamente como Rhoma Irama, es un actor, cantante y guitarrista indonesio. Comenzó su carrera artística en los inicios en la década de los 70' bajo el alias Oma Irama como parte de la banda pop Orkes Melayu Purnama. Luego formó el grupo Soneta, logrando una gran cantidad de éxitos musicales con un innovador estilo dangdut que incorpora influencias occidentales, malayas y bollywoodianas. Durante el apogeo de su estrellato en la década de 1970, fue apodado "Raja Dangdut" ("El Rey de Dangdut"). También ha desarrollado su carrera en la industria del cine. También ha estado activo en la escena política, con una historia de respaldo a las campañas para el partido político islámico Partai Persatuan Pembangunan (Partido Unión y Fomento).

## Discografía
Junto a Soneta Group
- Soneta Volume 1 - Begadang (1973)
- Soneta Volume 2 - Penasaran (1974)
- Soneta Volume 3 - Rupiah (1975)
- Soneta Volume 4 - Darah Muda (1975)
- Soneta Volume 5 - Musik (1976)
- Soneta Volume 6 - 135.000.000 (1977)
- Soneta Volume 7 - Santai (1977)
- Soneta Volume 8 - Hak Azazi (1978)
- Soneta Volume 9 - Begadang 2 (1978)
- Soneta Volume 10 - Sahabat (1979)
- Soneta Volume 11 - Indonesia (1980)
- Soneta Volume 12 - Renungan Dalam Nada(1981)
- Soneta Volume 13 - Emansipasi Wanita (1984)
- Soneta Volume 14 - Judi (1988)
- Soneta Volume 15 - Gali Lobang Tutup Lobang (1989)
- Soneta Volume 16 - Bujangan (1994)

### Álbumes como solista
- Pemilu (1982)
- Album Konser Soneta 1 (1983)
- Takbir Lebaran (1984)
- Persaingan (1986)
- Haji (1988)
- Modern (1989)
- Haram (1990)
- Purnama (1991)
- Kehilangan Tongkat (1993)
- Rana Duka (1994)
- Sifana (1994)
- Stress (1995)
- Seni (1995)
- Baca (1995)
- Gulali (1995)
- Viva Dangdut (1996)
- Mirasantika (1997)
- Puja (1997)
- Reformasi (1998)
- Shalawat Nabi (1999)
- The Rough Guide to the Music of Indonesia (2000)
- Euforia (2000)
- Syahdu (2001)
- Asmara (2003)
- Jana Jana (2008)
- Azza (2010)
- Ukhuwah (2011)
- Kurang Garam (2014)
- Album Partai Idaman (2015)

## Filmografía
- Oma Irama Penasaran (1976)
- Gitar Tua Oma Irama (1977)
- Darah Muda (1977)
- Rhoma Irama Berkelana I (1978)
- Rhoma Irama Berkelana II (1978)
- Begadang (1978)
- Raja Dangdut (1978)
- Cinta Segitiga (1979)
- Camelia (1979)
- Perjuangan dan Doa (1980)
- Melody Cinta Rhoma Irama (1980)
- Badai Diawal Bahagia (1981)
- Pengabdian (1984)
- Kemilau Cinta di Langit Jingga (1985)
- Menggapai Matahari I (1986)
- Menggapai Matahari II (1986)
- Nada-nada Rindu (1987)
- Bunga Desa (1988)
- Jaka Swara (1990)
- Nada dan Dakwah (1991)
- Takbir Biru (1993)
- Dawai 2 Asmara (2010)
- Sajadah Ka'bah (2011)
- Sajadah Ka'bah 2 (2014)